# جوشوا إنجلاند
جوشوا إنجلاند (بالإنجليزية: Joshua England)‏ هو دراج نيوزلندي، ولد في 9 أكتوبر 1986 في نيوزيلندا.

## وصلات خارجية
- جوشوا إنجلاند على موقع الاتحاد الدولي للدراجات (الإنجليزية)
- جوشوا إنجلاند على موقع أرشيف الدراجات (الإنجليزية)
- جوشوا إنجلاند على موقع إحصائيات الدراجات الإحترافية (الإنجليزية)